# Rotierende zahnärztliche Instrumente
Rotierende zahnärztliche Instrumente (im Folgenden kurz auch Bohrer genannt) sind unterschiedlich gestaltete und bestückte Ansätze, die durch das ISO-Nummern-System (ISO 6360) gekennzeichnet werden und in zahnärztliche Winkel- bzw. Handstücke oder Turbinen eingespannt werden – den Bohrern bei einer Bohrmaschine vergleichbar. Die Handstück-Bohrer passen auch in die in der Zahntechnik gebräuchlichen Technik-Handstücke.

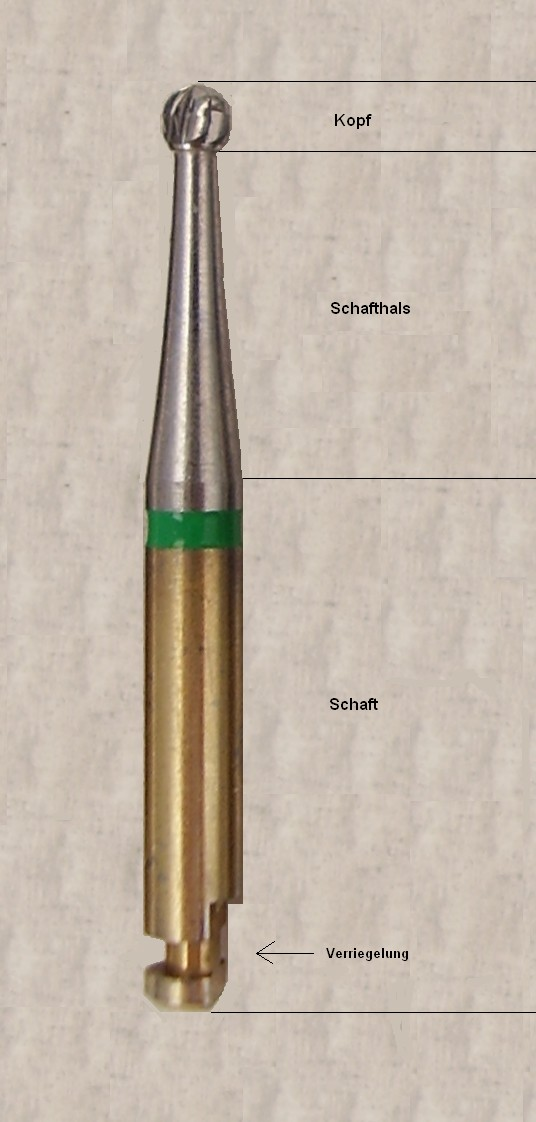
Abschnitte eines Bohrers

Die rotierenden Instrumente werden unterschieden nach
- dem Material des Arbeitsteils (1.–3. Stelle der ISO-Nummer),
- dem Schaft (Durchmesser und Gesamtlänge) (4.–6. Stelle der ISO-Nummer),
- der Form des Arbeitsteils (7.–9. Stelle der ISO-Nummer),
- der Ausführung des Arbeitsteils (10.–12. Stelle der ISO-Nummer),
- der Größe des Arbeitsteils (Durchmesser) (13.–15. Stelle der ISO-Nummer) sowie
- dem Anwendungsbereich.

## Allgemein
Die Abschnitte der Bohrer können in Kopf, Hals, und Schaft unterteilt werden, wobei der Kopf das Arbeitsteil darstellt und der Schaft der Befestigung im Antrieb dient.
Wichtige Merkmale für die Qualität der Bohrer sind Schärfe, Materialhärte und Rundlaufgenauigkeit. Ebenso wichtig ist die Formgenauigkeit der Instrumente, falls sie in Folge eingesetzt werden.
Die Bohrer werden mit Farbmarkierungen gekennzeichnet, die jeweils Auskunft über die Diamantkörnung bzw. die Verzahnungseigenschaften gibt.

## Verwendete Materialien

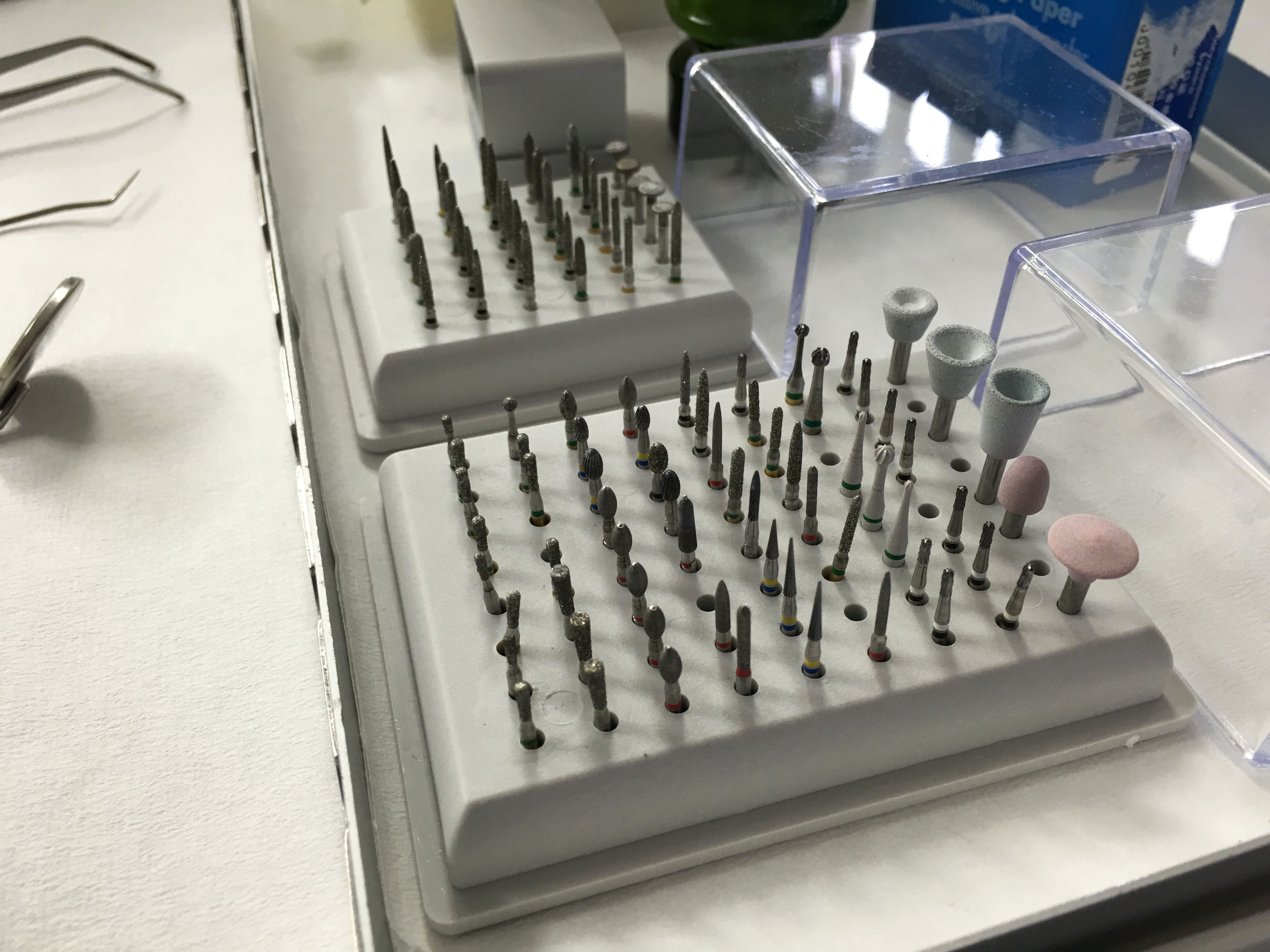
Bohrersets beim Zahnarzt

### Stahl
Stahlinstrumente bestehen aus einer Wolfram-Vanadium-Legierung (ISO-Nummer: 310) oder rostfreiem Stahl (ISO-Nummer: 330) und werden aus einem Stück gefertigt. Sie sind in neuem Zustand besonders scharf, büßen diese Schärfe aber vergleichsweise schnell ein. Sie sind in erster Linie für die Bearbeitung von Dentin geeignet, also zum Exkavieren (Ausbohren) der kariösen Defekte. Auch Fräsen zur Bearbeitung von Gips und Kunststoffen bestehen aus Stahl, ebenso Knochenfräsen (z. B. Lindemannfräsen). Heute werden Stahlinstrumente (rostfrei) fast ausschließlich in der Oralchirurgie, bzw. Implantologie verwendet. In den Behandlungsbereichen Füllungstherapie und Kronen- und Brückenversorgungen werden eher Diamant- und Hartmetallinstrumente benutzt.

### Hartmetall
Hartmetallbohrer (ISO-Nummer: 500) bestehen aus hochverdichtetem Feinkorn-Hartmetall. Sie sind härter als Stahlbohrer und haben somit eine höhere Lebensdauer, ohne wesentlich an Schärfe zu verlieren. Sie sind zu denselben Zwecken wie die Stahlbohrer einsetzbar, wegen ihrer Härte aber auch geeignet, Metallfüllungen (Amalgamfüllungen) oder Metallkronen und -Brücken zu entfernen. Nachteil: Sie sind spröder als Stahlbohrer, was eine erhöhte Bruchgefahr bedeutet.
Stahl- oder Hartmetallinstrumente mit einer feinen Verzahnung werden als Finierer bezeichnet und zur Glättung verwendet.

### Diamant
Diamantierte Instrumente (Diamant – ISO-Nummer: 806; Sinterdiamant – ISO-Nummer: 807) haben einen Kern aus rostfreiem Stahl, der per Galvanotechnik mit Diamantkörnern belegt ist, wobei unterschiedliche Körnungen zur Verfügung stehen. Die Klassifizierung und Farbkennzeichnung der Korngrößen ist in DIN EN ISO 7711-3 festgelegt. Sie werden in erster Linie zur Bearbeitung des Zahnschmelzes, also bei der Präparation der Zähne zur Versorgung mit Zahnkronen und der Füllungskavitäten, eingesetzt. Sie stehen fast ausschließlich mit FG-Schaft (Friction Grip) (siehe unten) zur Verfügung und sind besonders für zahnärztliche Turbinen und spezielle (schnelllaufende) Winkelstückköpfe geeignet.

### Keramische Schleifkörper
Keramische Schleifkörper haben ebenfalls einen Kern aus gehärtetem Stahl. Mittels eines Bindemittels ist dieser mit Körnern aus Edelkorund (ISO-Nummer: 625) oder Siliciumcarbid (ISO-Nummer: 655) bestückt. Sie dienen nur in Ausnahmefällen der Bearbeitung der Zahnhartsubstanzen, sondern der Bearbeitung von Metallen, z. B. der Füllungs- oder Zahnersatzkorrektur.

### Elastische Polierer
Bei elastischen Polierern (auch Gummipolierer genannt) sind Feinstschleif- und Poliermittel mit einem Bindemittel aus Polysiloxan und Kautschuk auf einem Schaft aus rostfreiem Stahl montiert. Mit ihrem Feinschliff sind sie geeignet, die Oberfläche von Kunststoffen, Keramik, Edelmetallen, Modellguss, Titan, Füllungsmaterialien, aber auch der natürlichen Zähne zu polieren.

## Schäfte

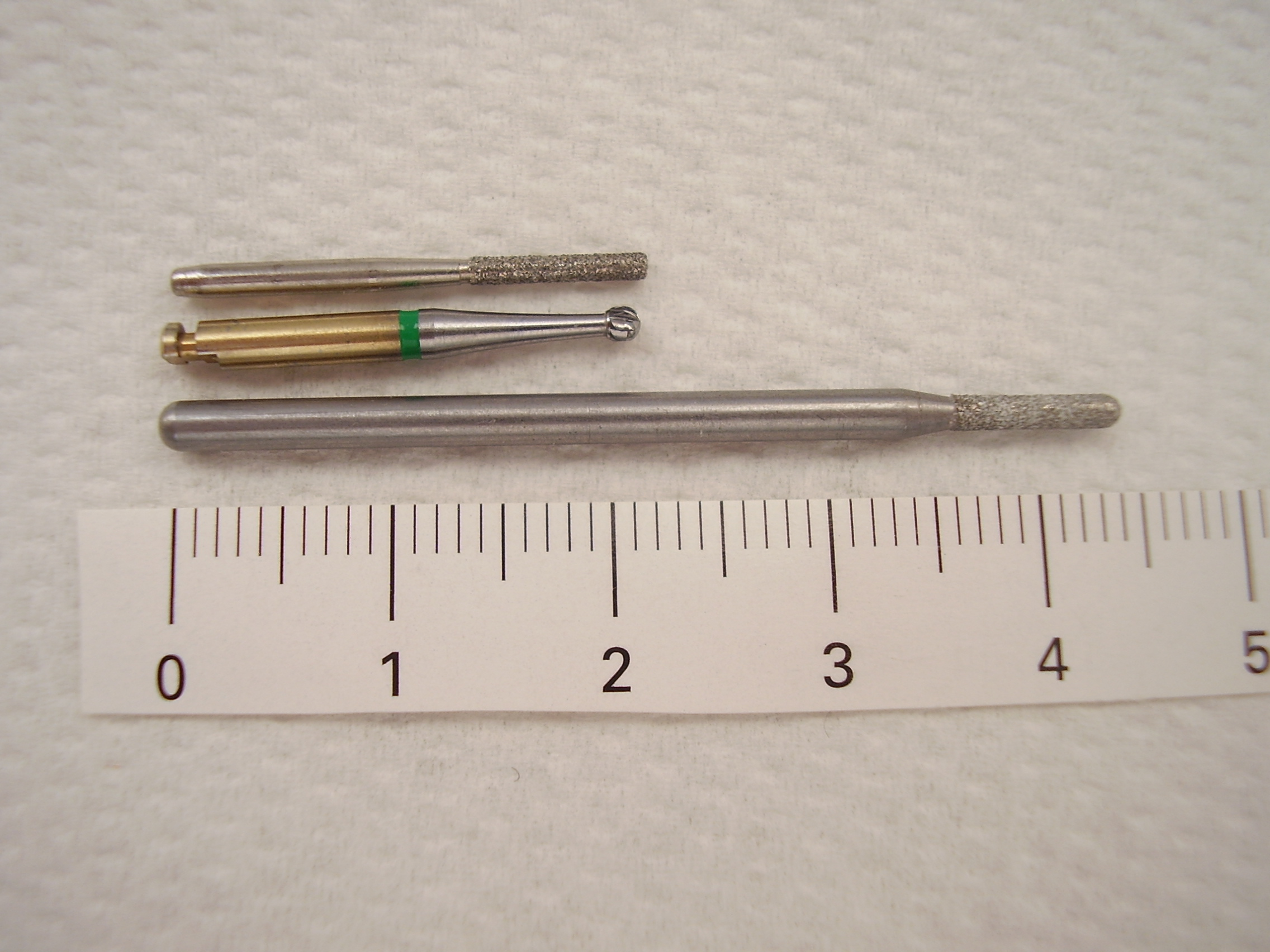
Oben: FG-Schaft
Mitte: Winkelstück-Schaft
unten: Handstück-Schaft

Die Schaftarten sind nach DIN EN ISO 6360-1 klassifiziert. Die Norm beschreibt die Schäfte mit einem dreistelligen Code (XXX), wobei die ersten beiden Ziffern die Art und den Durchmesser des verwendeten Schaftes beschreiben:
10 = Handstückschaft ø 2,35 mm;
20 = Winkelstückschaft ø 2,35 mm;
31 = FG-Schaft ø 1,60 mm.
Die dritte Stelle des Codes beschreibt das qualitative Längenverhältnis gleicher Schafttypen zueinander:
2 = sehr kurz, 3 = kurz, 4 = normal, 5 = lang, 6 = extra lang
Beispiel:
Ein Winkelstückschaft mit normaler Länge wird nach DIN EN ISO 6360-1 mit „204“ benannt. Längere Instrumentenschäfte können 205 oder 206 sein.

### FG-Schaft
Die Bezeichnung FG-Schaft kommt aus dem Englischen: Friction Grip („Haftreibung“). Der FG-Schaft ist glatt und hat einen genormten Durchmesser von 1,6 mm. FG-Schäfte passen in zahnärztliche Turbinen und spezielle (schnelllaufende) Winkelstückköpfe.
Die Instrumente (hier Beispiel Rundbohrer) können eine unterschiedliche Gesamtlänge haben: von kurz (16 mm) über normal und lang bis extra lang (25 mm).

### Winkelstück-Schaft (RA)
Der Winkelstück-Schaft wird auch als RA-Schaft bezeichnet (aus dem Englischen:  Right Angle). Er wird normalerweise im Winkelstückkopf manuell verriegelt und hat daher eine Kerbe am Schaftende. RA-Schäfte haben einen Durchmesser von 2,35 mm und eine Gesamtlänge zwischen 22 mm und 34 mm.
Die Gesamtlänge der Instrumente wird von der Arbeitsteillänge beeinflusst, d. h. ein Winkelstückinstrument mit Schafttyp 204 kann mit längerem Arbeitsteil auch eine größere Gesamtlänge haben als der entsprechende Rundbohrer.

### Handstück-Schaft (HP und HPT)
Handstückschäfte (HP =  Hand Piece) haben ebenfalls einen Durchmesser von 2,35 mm und sind zwischen 34 mm und 70 mm lang. Sie haben keine Kerbe, die Befestigung erfolgt durch ein Spannfutter im Handstück.
Für Zahntechnik-Handstücke gibt es außerdem dicke Schäfte (HPT =  Hand Piece Thick) mit einem Durchmesser von 3,0 mm und einer Länge von 34 mm und 44,5 mm.

## Form des Arbeitsteils, Anwendungsgebiete und Drehzahlen

### Stahl und Hartmetall

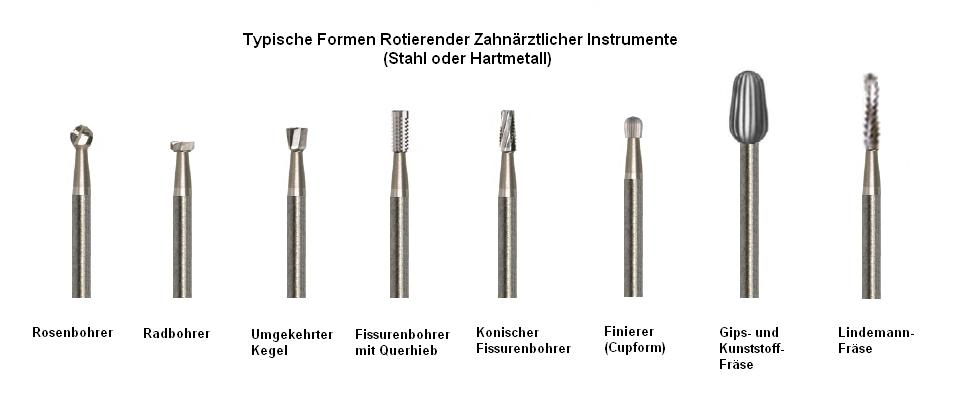
Eine Auswahl typischer Formen von Stahl- und Hartmetallbohrern

Nahezu alle Instrumentenformen stehen in unterschiedlichen Größen zur Verfügung, die nach ISO 2157 klassifiziert sind.
Eines der meisteingesetzten und vielseitigsten Instrumente ist der Rundbohrer, der auch als Rosenbohrer bezeichnet wird. Dieser sowie der Radbohrer, der umgekehrte Kegel, die Fissurenbohrer und weitere hier nicht abgebildete Stahl- oder Hartmetallbohrer werden zum Exkavieren (Entfernen oder „Ausbohren“ kariöser Zahnhartsubstanzen) eingesetzt, wobei Radbohrer und umgekehrte Kegel insbesondere dazu dienen, Unterschnitte zur Verankerung plastischen Füllungsmaterials zu präparieren. Aber auch Metalle und Kunststoffe können damit bearbeitet werden.
Finierer werden zur Glättung der Oberfläche,
chirurgische Instrumente (z. B. Fräser nach Lindemann) zur Bearbeitung von Knochen und
Gips- und Kunststofffräsen zur Ausarbeitung von Modellen und Prothesen eingesetzt.
Die abgebildeten Instrumente sollten bei einer Drehzahl zwischen 5.000 min−1 (Umdrehungen/Minute) und 40.000 min−1 eingesetzt werden.
Vor dem Einsetzen von Zahnimplantaten werden Spezialinstrumente benutzt, die zum verwendeten Implantatsystem gehören.
Diese speziell auf den Durchmesser und die Länge der Implantate abgestimmten Bohrer werden bei sehr geringer Drehzahl (ca. 2.000 min−1) eingesetzt, um das Implantatlager im Knochen vorzubereiten.
Diese Instrumente haben zum Teil eine sogenannte Innenkühlung, bei der durch einen kleinen Kanal durch den Schaft physiologische Kochsalzlösung direkt an die Arbeitsspitze geführt wird, um Knochenspäne oder Gewebereste herauszuspülen und eine Überhitzung und damit Schädigung des Knochens (Thermonekrose) zu vermeiden.

### Diamanten

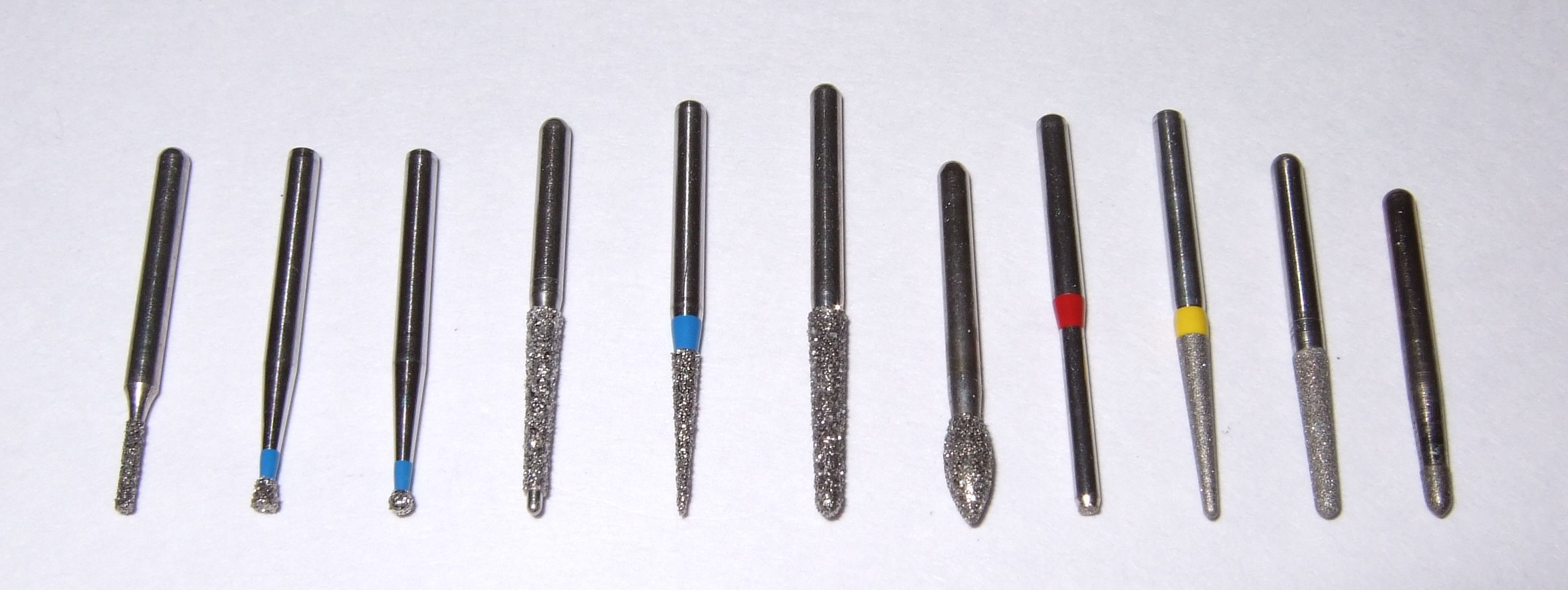
Typische Formen diamantierter zahnärztlicher rotierender Instrumente

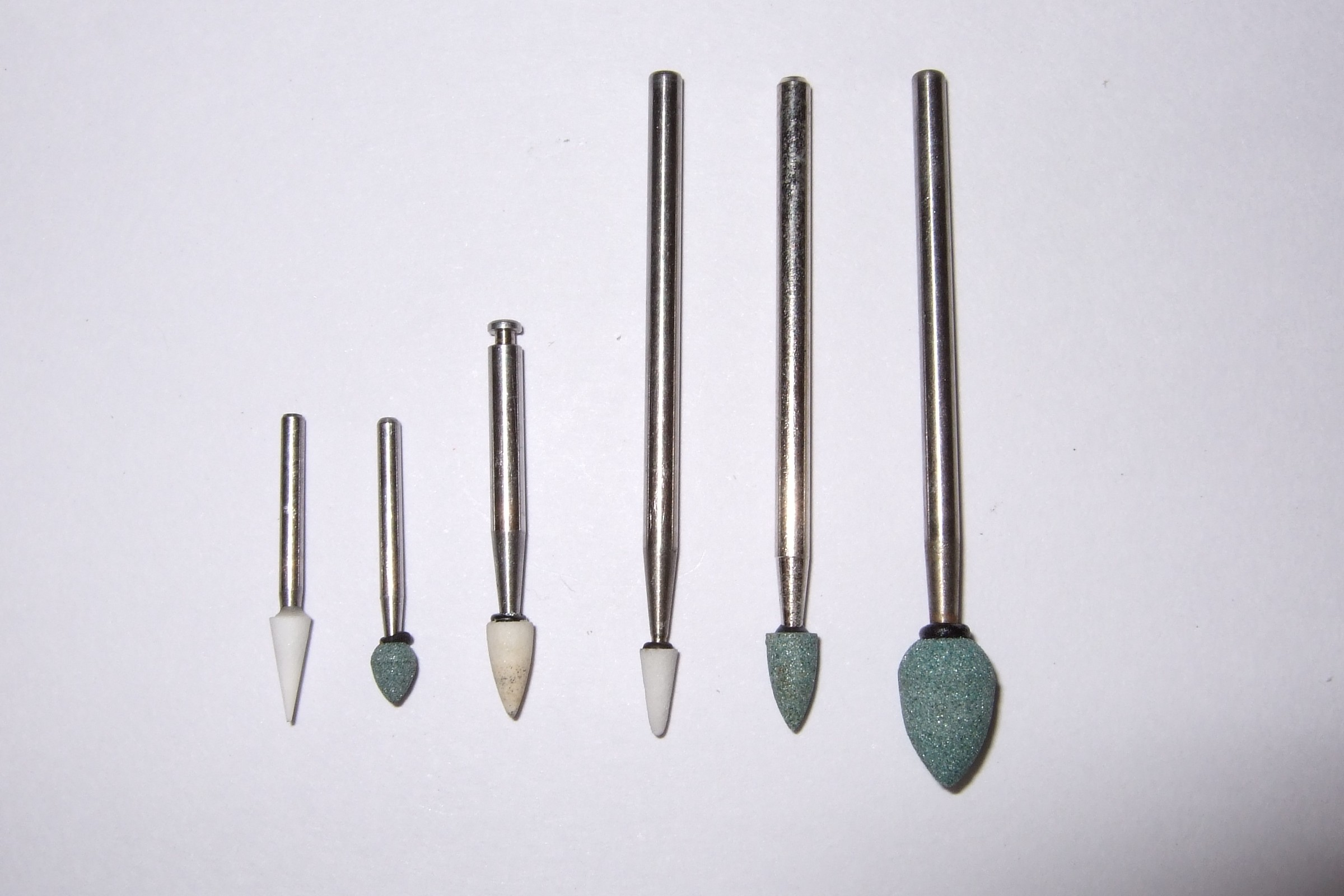
Typische keramische Schleifkörper

Diamanten sind dazu geeignet, auch den sehr harten Zahnschmelz zu bearbeiten. Sie dienen deshalb vor allem der Präparation von Füllungskavitäten und Zähnen zur Aufnahme von Kronen. Es sind Diamanten unterschiedlicher Körnung auf dem Markt. Damit kann z. B. ein Zahnstumpf vor der Abformung geglättet werden können.
Viele Hersteller markieren die Körnung mit Farbringen.
Die Bearbeitung von Metallen mit Diamanten ist nicht angeraten, weil diese dann „verschmieren“, an Schärfe verlieren und schnell unbrauchbar werden.
Bei kleineren Diamanten kann die volle Drehzahl zahnärztlicher Turbinen von bis zu 400.000 min−1 ausgenutzt werden. Bei Diamanten mit größerem Durchmesser muss die Drehzahl reduziert werden, weil die enormen Fliehkräfte andernfalls zum Bruch des Instrumentes führen können. Bei diesen hohen Drehzahlen ist eine Kühlung mit Wasser (Spray) unbedingt erforderlich, weil punktuell sehr hohe Temperaturen entstehen, die den Zahn schädigen würden.

### Keramische Schleifkörper
Keramische Schleifkörper (auch Steine genannt) werden verwendet, um Werkstücke (besonders Modellgussprothesen und andere (Edel-)Metallarbeiten) auszuarbeiten und zu glätten. Sie stehen in unterschiedlicher Körnung zur Verfügung, die durch ihre Farbgebung zu erkennen ist. Auch natürliche Zähne und Zahnersatz lassen sich mit keramischen Schleifkörper gut bearbeiten, um z. B. die Okklusion zu korrigieren.
Die optimale Drehzahl liegt je nach dem zu bearbeitendem Material zwischen 20.000 min−1 und 50.000 min−1.

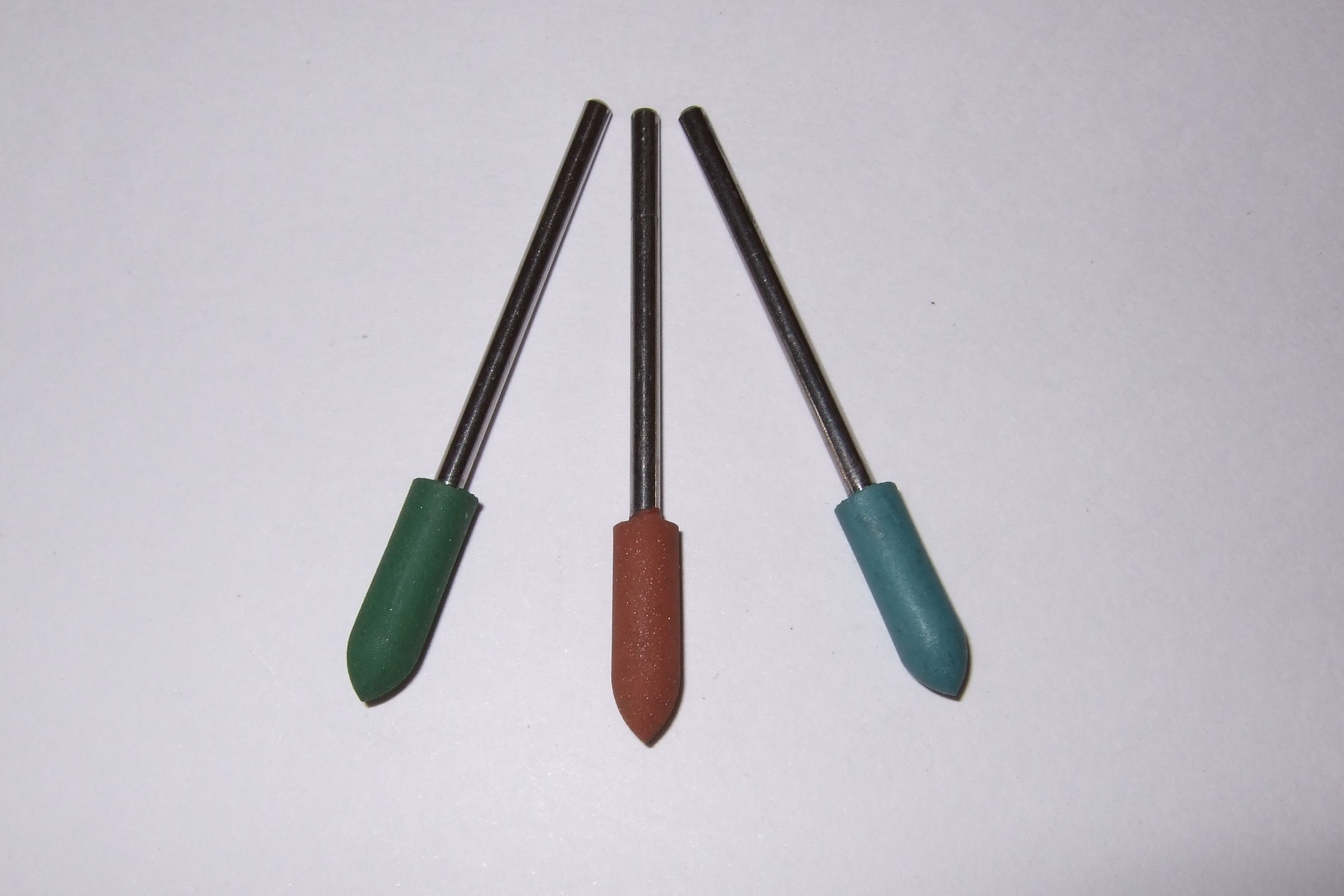
Typische elastische Polierer

### Elastische Polierer
Elastische Polierer (auch Gummipolierer genannt) werden als letzter Schritt bei der Ausarbeitung vor der Hochglanzpolitur mit Polierpaste eingesetzt. Das Werkstück kann dabei sehr heiß werden.
Ihre optimale Wirkung erzielen sie je nach Körnung und Werkstück bei einer Drehzahl zwischen 5.000 min−1 und 20.000 min−1.

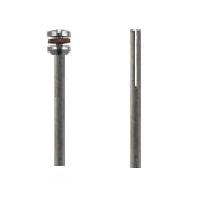
Mandrelle, links für Scheiben, rechts für Sandpapier

### Weitere Formen
Es gibt eine Fülle weiterer Formen für jedweden Zweck zahnärztlichen und zahntechnischen Arbeitens: Scheibenförmig, knospenförmig, birnenförmig, linsenförmig, flammenförmig, kelchförmig etc. Auch Mandrelle als Träger für (diamantierte) Trennscheiben und Schmirgelpapierträger sowie Filzkegel, Ziegenhaarbürsten und Leinenschwabbeln als Träger für Bimspulver und Polierpasten stehen zur Verfügung.

## Wurzelkanalinstrumente

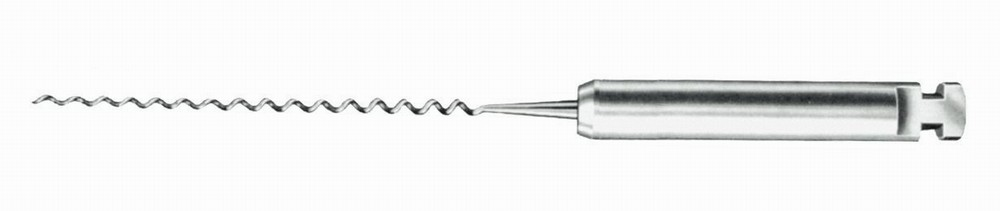
Wurzelfüller nach Henri Lentulo

Neben den Handinstrumenten stehen für Wurzelkanalbehandlungen auch maschinell betriebene rotierende Instrumente zur Verfügung: Giro-files, Hedstroemfeilen, Reibahlen, vor allem aber Wurzelfüller (Lentulo, benannt nach Henri Lentulo). Auch diese Instrumente, die zum Teil mit Spezialwinkelstücken betrieben werden müssen, sind in vielen (durch Farbringe gekennzeichneten) Stärken und unterschiedlichen Längen verfügbar.